# قطر در المپیک تابستانی ۲۰۲۴
کاروان المپیک قطر متشکل از ۱۴ ورزشکار در بازی‌های المپیک تابستانی ۲۰۲۴ شرکت کرد. این بازی‌ها از ۲۶ ژوئیه تا ۱۱ اوت ۲۰۲۴ (۵ تا ۲۱ امرداد ۱۴۰۳ خورشیدی) به میزبانی پاریس، پایتخت فرانسه برگزار شد. این حضور، یازدهمین حضور این کاروان در المپیک تابستانی است.
قطر در پایان این دوره از بازی‌ها با کسب یک مدال برنز،‌در رتبه ۸۴ جدول مدال‌های المپیک تابستانی ۲۰۲۴ قرار گرفت.

## مدال‌آوران
| مدال | نام            | ورزش        | رویداد           | تاریخ  |
| ---- | -------------- | ----------- | ---------------- | ------ |
| برنز | معتز عیسی برشم | دو و میدانی | پرش ارتفاع مردان | ۱۰ اوت |

## دو‌‌‌ و میدانی
ورزشکاران دو و میدانی قطر توانستند با کسب امتیاز لازم، جواز حضور در المپیک را کسب کنند.

#### رویدادهای دو
| ورزشکار               | ماده                  | اولیه    | اولیه | مقدماتی  | مقدماتی  | شانس مجدد | شانس مجدد | نیمه نهایی | نیمه نهایی | نهایی    | نهایی    |
| ورزشکار               | ماده                  | نتیجه    | رتبه  | نتیجه    | رتبه     | نتیجه     | رتبه      | نتیجه      | رتبه       | نتیجه    | رتبه     |
| --------------------- | --------------------- | -------- | ----- | -------- | -------- | --------- | --------- | ---------- | ---------- | -------- | -------- |
| عمار ابراهیم          | ۴۰۰ متر مردان         | —        | —     | ۴۴٫۶۶ PB | ۴ R      | ۴۴٫۷۷     | ۱ س       | ۴۴٫۶۳ PB   | ۵          | پیش نرفت | پیش نرفت |
| ابوبکر حیدر عبدالله   | ۸۰۰ متر مردان         | —        | —     | ۱:۴۸٫۴۲  | ۷ R      | DNS       | DNS       | پیش نرفت   | پیش نرفت   | پیش نرفت | پیش نرفت |
| باسم همیدا            | ۴۰۰ متر با مانع مردان | —        | —     | ۴۹٫۸۲ SB | ۵ R      | ۴۹٫۶۴ SB  | ۶         | پیش نرفت   | پیش نرفت   | پیش نرفت | پیش نرفت |
| عبدالرحمن سامبا       | ۴۰۰ متر با مانع مردان | —        | —     | ۴۸٫۳۵    | ۳ س      | —         | —         | ۴۸٫۲۰      | ۳ ق        | ۴۷٫۹۸    | ۶        |
| اسماعیل دودایی اباکار | ۴۰۰ متر با مانع مردان | —        | —     | DNF      | DNF      | پیش نرفت  | پیش نرفت  | پیش نرفت   | پیش نرفت   | پیش نرفت | پیش نرفت |
| شهد اشرف              | ۱۰۰ متر زنان          | ۱۲٫۵۳ PB | ۷     | پیش نرفت | پیش نرفت | پیش نرفت  | پیش نرفت  | پیش نرفت   | پیش نرفت   | پیش نرفت | پیش نرفت |

#### رویداد میدانی
| ورزشکار        | رویداد           | صلاحیت | صلاحیت | نهایی   | نهایی |
| ورزشکار        | رویداد           | نتیجه  | رتبه   | نتیجه   | رتبه  |
| -------------- | ---------------- | ------ | ------ | ------- | ----- |
| معتز عیسی برشم | پرش ارتفاع مردان | ۲٫۲۷   | ۳ Q    | ۲٫۳۴ SB | 3     |

## تیراندازی
تیراندازان قطری با توجه به تخصیص جایگاه ویژه به نتایج مسابقات قهرمانی جهان در سال ۲۰۲۲ و ۲۰۲۳، و قهرمانی آسیا ۲۰۲۴ و تورنمنت انتخابی بین‌المللی المپیک ۲۰۲۴، به المپیک راه یافتند.
| ورزشکار       | رویداد       | صلاحیت | صلاحیت | نهایی    | نهایی    |
| ورزشکار       | رویداد       | امتیاز | رتبه   | امتیاز   | رتبه     |
| ------------- | ------------ | ------ | ------ | -------- | -------- |
| رشید صالح حمد | اسکیت مردانه | ۱۱۸    | ۱۵     | پیش نرفت | پیش نرفت |
| سعید ابوشریب  | تله مردانه   | ۱۱۸    | ۲۳     | پیش نرفت | پیش نرفت |

## شنا
یک شناگر قطری در رسیدن به المپیک پاریس کامیاب بود.
| ورزشکار           | رویداد                | مقدماتی | مقدماتی | نیمه نهایی | نیمه نهایی | نهایی    | نهایی    |
| ورزشکار           | رویداد                | زمان    | رتبه    | زمان       | رتبه       | زمان     | رتبه     |
| ----------------- | --------------------- | ------- | ------- | ---------- | ---------- | -------- | -------- |
| عبدالعزیز العبیدی | ۱۰۰ متر قورباغه مردان | ۱:۰۴.۳۱ | ۳۰      | پیش نرفت   | پیش نرفت   | پیش نرفت | پیش نرفت |

## والیبال

### ساحلی
ساحلی‌بازان قطری با توجه به رده بندی فدراسیون بین‌المللی والیبال، جواز حضور در این مسابقات را کسب کردند.  آنها از امیدهای قطر برای کسب مدال محسوب می‌شدند و در مراحل گروهی با ۳ پیروزی، مقتدرانه به مرحله حذفی صعود کردند اما با دو باخت پیاپی در مرحله نیمه‌نهایی و رده‌بندی، به مقام چهارم بسنده کردند.
| ورزشکاران              | رویداد | دور مقدماتی                                                | دور مقدماتی                                                 | دور مقدماتی                                                 | دور مقدماتی | دور ۱۶                                                    | یک چهارم نهایی                                        | نیمه‌نهایی                                          | نهایی / برنز                                    | نهایی / برنز |
| ورزشکاران              | رویداد | رقیب امتیاز                                                | رقیب امتیاز                                                 | رقیب امتیاز                                                 | رتبه        | رقیب امتیاز                                               | رقیب امتیاز                                           | رقیب امتیاز                                        | رقیب امتیاز                                     | رتبه         |
| ---------------------- | ------ | ---------------------------------------------------------- | ----------------------------------------------------------- | ----------------------------------------------------------- | ----------- | --------------------------------------------------------- | ----------------------------------------------------- | -------------------------------------------------- | ----------------------------------------------- | ------------ |
| شریف یونس و احمد تیجان | مردان  | کوتافاوا / · نیکولای (ITA) · پیروزی · ۲-۰ · (۲۱-۱۹، ۲۱-۱۸) | اهمن / · هلویگ (SWE) · پیروزی · ۲-۱ · (۱۵-۲۱، ۲۱-۱۹، ۲۰-۱۸) | نیکولایدیس / · کاراچر (AUS) · پیروزی · ۲-۰ · (۲۱-۱۴، ۲۱-۱۸) | ۱ س         | گریمالت / · گریمالت (CHI) · پیروزی · ۲-۰ · (۲۱-۱۴، ۲۱-۱۳) | پارتاین / · بنش (USA) · پیروزی · ۲-۰ · (۲۱-۱۴، ۲۱-۱۶) | اهمن / · هلویگ (SWE) · شکست · ۰–۲ · (۱۳–۲۱، ۱۷–۲۱) | مول – سوروم (NOR) · شکست · ۰–۲ · (۱۳–۲۱، ۱۶–۲۱) | ۴            |

## وزنه‌برداری
فارس ابراهیم، تنها وزنه‌بردار قطری بود که در ماده ۱۰۲ ک.گ مردان مجوز حضور در المپیک را با توجه به رده‌بندی فدراسیون جهانی وزنه‌برداری کسب کرد.
| ورزشکار    | رویداد             | یک‌ضرب | یک‌ضرب | دو ضرب | دو ضرب | مجموع | رتبه |
| ورزشکار    | رویداد             | نتیجه | رتبه  | نتیجه  | رتبه   | مجموع | رتبه |
| ---------- | ------------------ | ----- | ----- | ------ | ------ | ----- | ---- |
| فارس الباخ | ۱۰۲- کیلوگرم مردان | DNF   | DNF   | DNF    | DNF    | DNF   | DNF  |